# Mayville (Nueva York)
Mayville es una villa ubicada en el condado de Chautauqua en el estado estadounidense de Nueva York. En el año 2000 tenía una población de 1,756 habitantes y una densidad poblacional de 338 personas por km².

## Geografía
Mayville se encuentra ubicada en las coordenadas 42°15′5″N 79°30′0″O / 42.25139, -79.50000.

## Demografía
Según la Oficina del Censo en 2000 los ingresos medios por hogar en la localidad eran de $32,250, y los ingresos medios por familia eran $45,595. Los hombres tenían unos ingresos medios de $30,574 frente a los $24,028 para las mujeres. La renta per cápita para la localidad era de $16,561. Alrededor del 10.2% de la población estaban por debajo del umbral de pobreza.